# Praia da Redinha
A Praia da Redinha está localizada nos municípios de Natal e Extremoz, no estado do Rio Grande do Norte, Brasil. Do lado de Natal, é conhecida como "Redinha Velha" por se limitar com a "Redinha Nova", que pertence a Extremoz, onde se localiza o Aquário Natal. É um dos sete pontos da "Área Especial de Interesse Turístico" do litoral e, por isso, vigiada 24 horas por dia por câmeras instaladas ao longo do litoral de Natal.
É a única praia da zona norte da capital, mais frequentada pelos moradores da região nos fins de semana. É famosa por possuir casas e bares simples e rústicos e por servir a ginga com tapioca, uma iguaria local feita de peixe envolvido em fubá, frito com o óleo de dendê, e servido com tapioca, feita a partir da goma de mandioca.

## Galeria

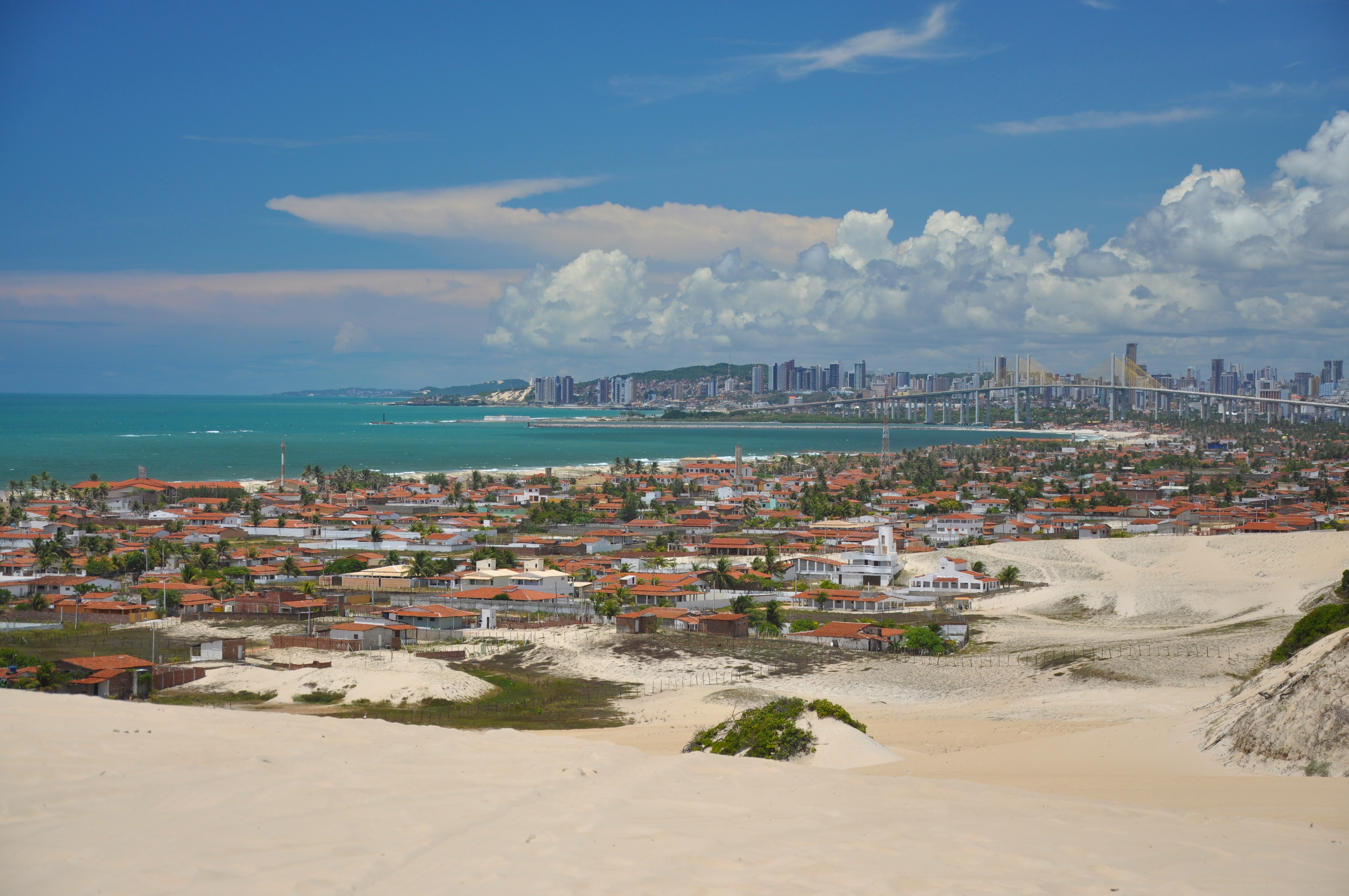
Conurbação entre Redinha Nova (Extremoz) e Redinha Velha (Natal)
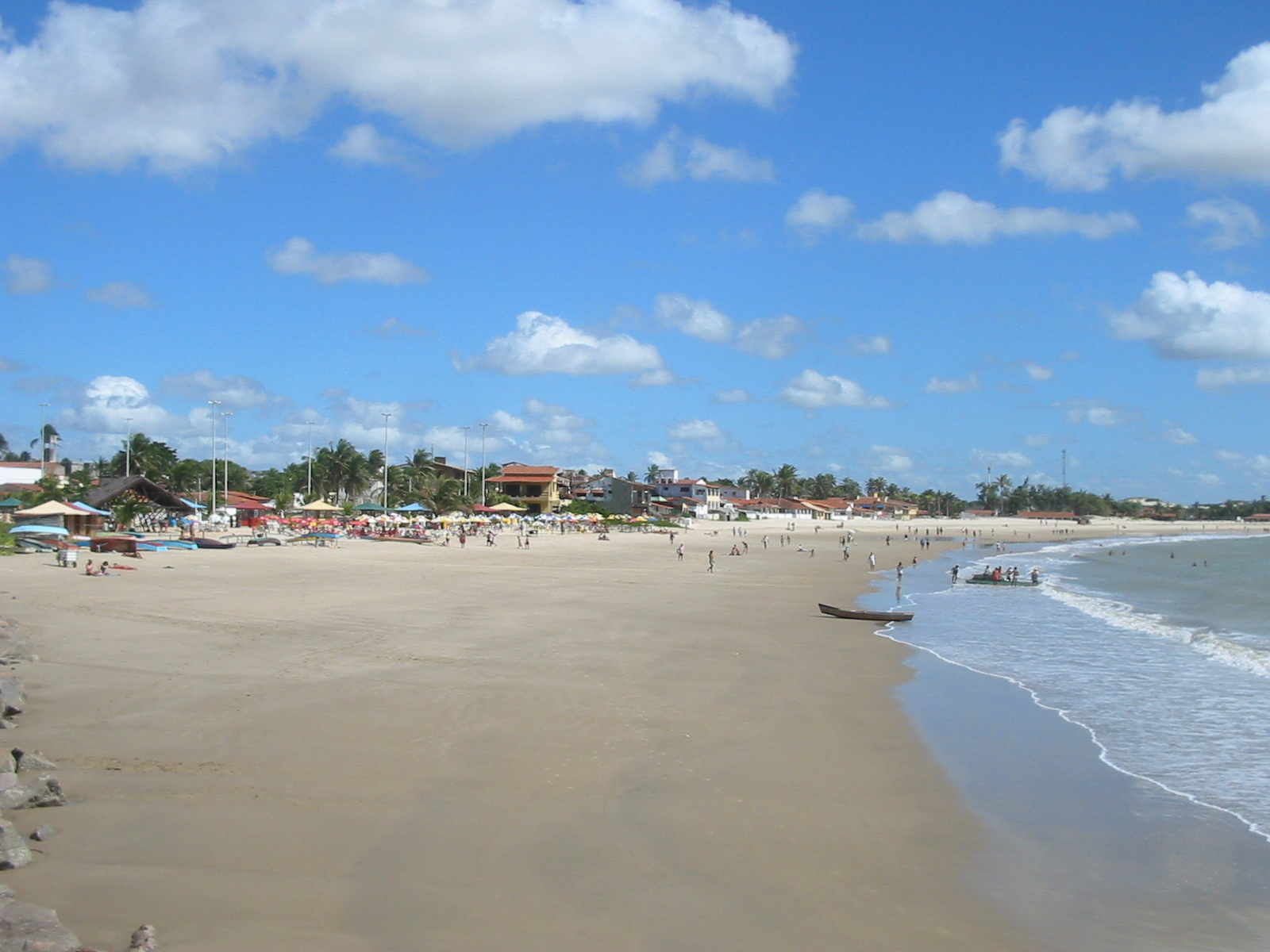
Redinha antes da nova ponte
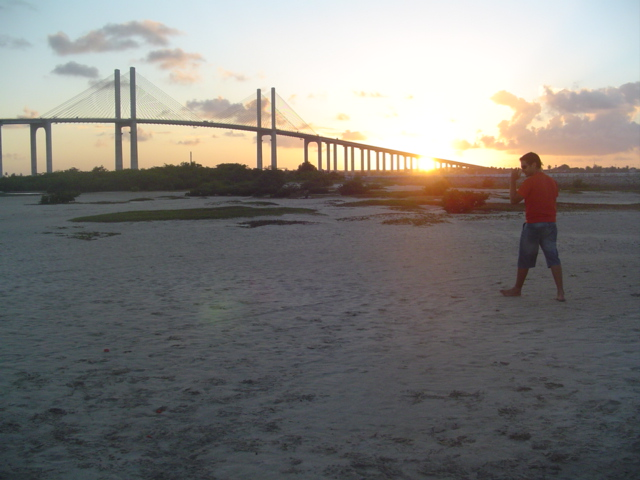
Praia da Redinha com a Ponte Newton Navarro ao fundo
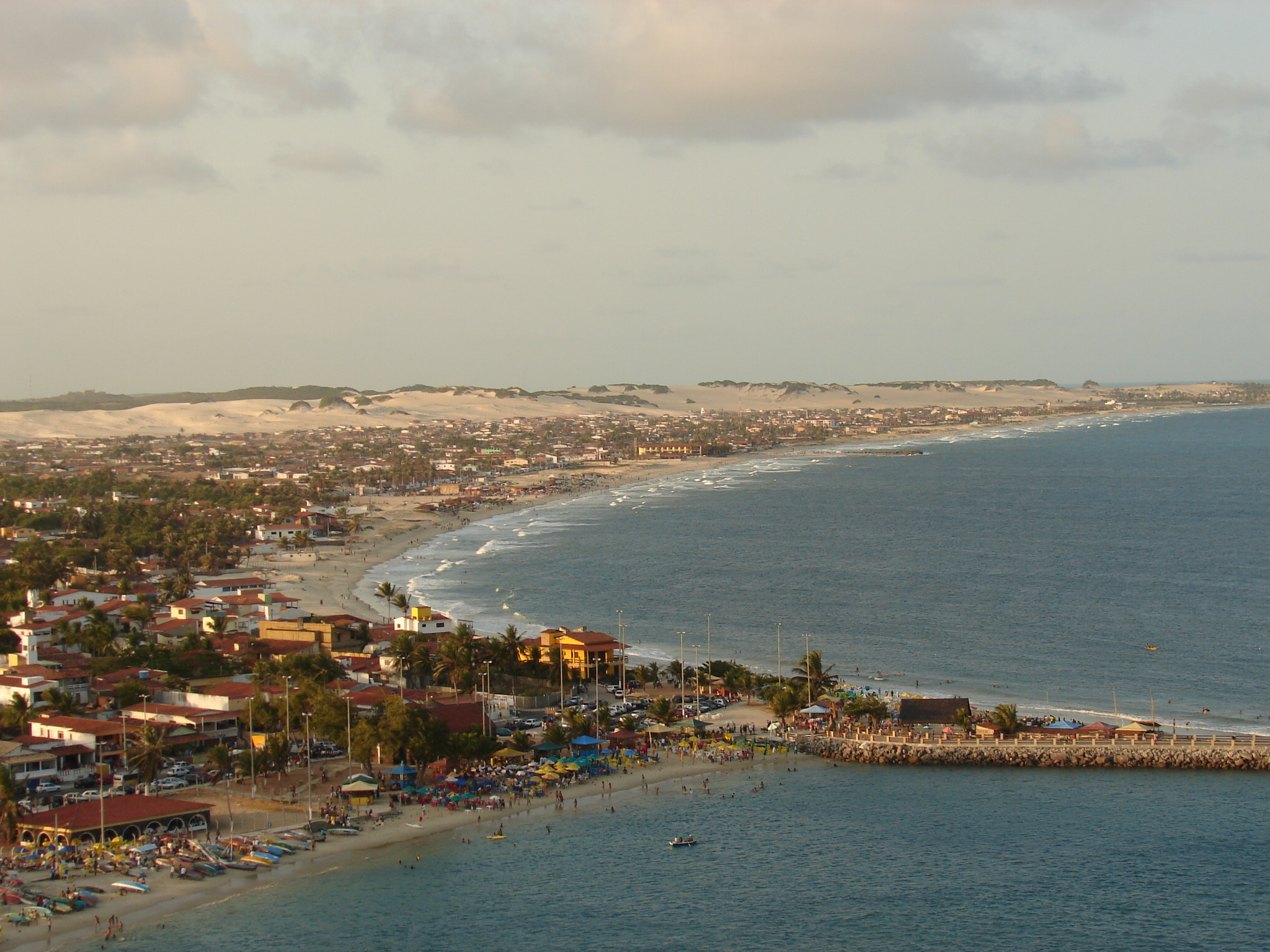
Redinha e APA de Genipabu